# Hausen ob Verena
Hausen ob Verena – miejscowość i gmina w Niemczech, w kraju związkowym Badenia-Wirtembergia, w rejencji Fryburg, w regionie Schwarzwald-Baar-Heuberg, w powiecie Tuttlingen, wchodzi w skład wspólnoty administracyjnej Spaichingen. Leży w Jurze Szwabskiej, ok. 2 km na południe od Spaichingen.

## Współpraca
Miejscowość partnerska:
- Zeithain, Saksonia